# Atentados de Bagdad (1950-1951)
Los atentados de Bagdad de 1950-1951 fueron una serie de bombardeos de objetivos judíos en Bagdad (Irak) entre abril de 1950 y junio de 1951.
Existe una controversia en torno a la verdadera identidad y objetivo de los culpables de los atentados, y la cuestión sigue sin resolverse.
Un tribunal iraquí declaró culpables a dos activistas de la clandestinidad sionista iraquí de varios de los atentados con bombas y los condenó a muerte. Otro fue condenado a cadena perpetua y otros diecisiete fueron condenados a largas penas de prisión. Las acusaciones contra los agentes israelíes tuvieron un "amplio consenso" entre los judíos iraquíes en Israel. Muchos de los judíos iraquíes en Israel que vivían en malas condiciones culparon de sus males y desgracias a los emisarios sionistas israelíes o al movimiento clandestino sionista iraquí. La teoría de que "ciertos judíos" llevaron a cabo los ataques "para centrar la atención del gobierno de Israel en la difícil situación de los judíos" fue vista como "más plausible que la mayoría" por el Ministerio de Relaciones Exteriores británico. Los telegramas entre los agentes del Mossad en Bagdad y sus superiores en Tel Aviv dan la impresión de que ninguno de los dos grupos sabía quién era responsable del ataque.
La participación israelí ha sido negada sistemáticamente por el gobierno israelí, incluso por una investigación interna dirigida por el Mossad, incluso después de la admisión en 2005 del asunto Lavon.
Quienes asignan la responsabilidad de los bombardeos a un movimiento clandestino sionista israelí o iraquí sugieren que el motivo fue alentar a los judíos iraquíes a inmigrar a Israel, como parte de la actual Operación Esdras y Nehemías. Los historiadores que han planteado cuestiones sobre la culpabilidad de los agentes sionistas iraquíes condenados con respecto a los atentados con bomba señalan que el 13 de enero de 1951, casi 86 000 judíos ya se habían registrado para inmigrar y 23 000 ya habían partido hacia Israel, que los británicos que vigilaban de cerca la calle de los judíos ni siquiera mencionaron las bombas de abril y junio de 1950, ni se mencionaron en los juicios iraquíes, lo que significa que fueron acontecimientos menores. Han planteado otros posibles culpables como un oficial del ejército nacionalista iraquí cristiano, y los que han planteado dudas sobre la participación israelí afirmaron que es muy poco probable que los israelíes hubieran tomado tales medidas para acelerar la evacuación de los judíos dado que ya estaban luchando para hacer frente al nivel existente de inmigración judía.

## Antecedentes
Antes del éxodo de los judíos a Israel, había unos 140 000 judíos iraquíes. La mayoría vivía en Bagdad, de los cuales los judíos constituían una sexta parte de la población de la ciudad. También había grandes poblaciones judías en las ciudades de Basora y Mosul.
Los judíos iraquíes constituyen una de las comunidades judías más antiguas e históricamente significativas del mundo. Para 1936, había una creciente sensación de inseguridad entre los judíos de Irak. En 1941, después de que el gobierno del pro-nazi Rashid Alí fuera derrotado, sus soldados y policías, ayudados por la mafia árabe, iniciaron el Farhud o despojo violento. Una comisión gubernamental informó más tarde que al menos 180 judíos habían sido asesinados y 240 heridos, 586 negocios judíos saqueados y 99 hogares judíos quemados. Fuentes judías afirmaron que el número de víctimas era mucho mayor.
En el verano de 1948, después de la  declaración del Estado de Israel, el gobierno iraquí declaró el sionismo como una ofensa capital y despidió a los judíos que ocupaban puestos en el gobierno. En su autobiografía, Sasson Somekh, un judío de Bagdad, escribió:

La emigración hasta 1946 o 1947 fue poco frecuente, a pesar de la creciente sensación entre los judíos iraquíes de que sus días en la Tierra de los Dos Ríos estaban contados. Cuando estalló la guerra en Palestina en 1948, muchos funcionarios públicos habían sido despedidos de sus trabajos en el gobierno. El comercio había disminuido considerablemente, y el recuerdo de los Farhud, que entre tanto se había desvanecido, regresó.

En este momento, escribe, "cientos de judíos... fueron sentenciados por los tribunales militares a largas penas de prisión por actividades sionistas y comunistas, tanto reales como imaginarias. Algunos de los judíos de Bagdad que apoyaban el movimiento sionista comenzaron a robar a través de la frontera con Irán, desde donde fueron trasladados a Israel".
Elie Kedourie escribió que después del juicio espectáculo de 1948 de Shafiq Ades, un respetado hombre de negocios judío, que fue colgado públicamente en Basora, los judíos de Irak se dieron cuenta de que ya no estaban bajo la protección de la ley y había poca diferencia entre la mafia y la justicia de los tribunales iraquíes.
La inmigración a Israel estaba prohibida desde 1948, y para 1949, la resistencia sionista iraquí sacaba de contrabando a los judíos iraquíes del país a razón de 1000 al mes. En marzo de 1950, Irak aprobó una ley que permitía temporalmente la inmigración a Israel, limitada a un año solamente, y despojaba a los judíos que emigraban de su ciudadanía iraquí. Al principio, pocos se registraban, ya que el movimiento sionista sugirió que no lo hicieran hasta que los asuntos de propiedad fueran aclarados. Después de la creciente presión tanto de los judíos como del Gobierno, el movimiento cedió y aceptó registrarse. Inicialmente Israel se mostró reacio a absorber tantos inmigrantes (Hillel, 1987), pero en marzo de 1951 organizó la Operación Esdras y Nehemías, un puente aéreo a Israel, y envió emisarios para alentar a los judíos a que se fueran.
En abril de 1950, un activista del Mossad LeAliyah Bet, Shlomo Hillel, utilizando el alias de Richard Armstrong, voló de Ámsterdam a Bagdad como representante de la compañía estadounidense de vuelos chárter Near East Air Transport, para organizar un transporte aéreo de judíos de Irak a Israel vía Chipre. Anteriormente, Hillel había entrenado a militantes sionistas en Bagdad bajo el alias de Fuad Salah. Near East Air Transport  era propiedad de la Agencia Judía. El primer vuelo de "Near east airlines" con judíos iraquíes inmigrados llegó a Israel el 20 de mayo de 1950, cuando 46 000 judíos ya estaban registrados bajo la ley de desnaturalización.
Israel no podía hacer frente a tantos inmigrantes y limitó la tasa de los vuelos desde Irak. A principios de enero de 1951, el número de judíos que se registraron para salir fue de 86 000, de los cuales sólo unos 23 000 se habían ido.
Según Adam Shatz, el Mossad había promovido la emigración judía desde 1941 y utilizaba historias de maltrato a los judíos para animarlos a salir. Nuri al-Said había advertido a la comunidad judía de Bagdad que acelerara sus vuelos fuera del país, de lo contrario, él mismo llevaría a los judíos a las fronteras. Las amenazas de Nuri al-Said animaron a los funcionarios iraquíes a abusar de los judíos que salían antes de que abordaran los aviones y a destruir su equipaje.

## Incidentes de bombardeo
Según la policía de Bagdad que testificó en el juicio, el arma utilizada fue una granada de mano de fabricación británica de la Segunda Guerra Mundial "No. 36".
Entre abril de 1950 y junio de 1951 se produjeron varias explosiones en Bagdad.
- En abril de 1950, una bomba fue lanzada en la cafetería El-Dar El-Bayda en Bagdad. Cuatro judíos fueron heridos en la explosión.
- El 10 de mayo de 1950, una granada fue lanzada al edificio de la compañía de automóviles Beit-Lawi, una compañía de propiedad judía.
- El 3 de junio de 1950, una granada estalló en El-Batawin, entonces un área judía de Bagdad, sin víctimas.
- El 14 de enero de 1951, una granada dañó un cable de alta tensión en las afueras de la sinagoga Masouda Shem-Tov. Tres,<nombre de referencia=NegroMorris92/> o cuatro<nombre de referencia="Segev"/> Judíos fueron asesinados, incluyendo un niño de 12 años, y diez fueron heridos.<nombre de referencia="Segev"/>
- El 14 de marzo de 1951, una bomba estalló en el Centro Cultural y la Biblioteca Americana hiriendo a algunos de los intelectuales judíos que usaban las instalaciones.
- El 5 de junio de 1951, una bomba explotó junto al concesionario judío Stanley Sashua en la calle El Rasjid. Nadie resultó herido.
- El 19 de marzo de 1951, la oficina de información de la legación de los EE. UU. fue atacada.[42][43]
- En mayo de 1951, un hogar judío fue atacado.[42]

## Juicio
El gobierno iraquí pro-occidental de Faisal II y Nuri al-Said procesó a los supuestos perpetradores judíos en un juicio que comenzó en octubre de 1951. Dos activistas confirmados de la clandestinidad sionista, Shalom Salah Shalom, un experto en armas de 19 años de edad, y Yosef Ibrahim Basri, un abogado activo en la recolección de material de inteligencia, fueron ejecutados después de ser condenados por los atentados. Aunque su participación en el movimiento clandestino y la posesión de armas no se discutió, ambos negaron su participación en los bombardeos. Uno de los acusados admitió su responsabilidad bajo tortura, aunque rescindió esta admisión en el tribunal. </El testimonio de Salah bajo tortura permitió indirectamente a la policía iraquí encontrar grandes depósitos de armas de la resistencia sionista en tres sinagogas (Mas'uda Shemtov, Hakham Haskal y Meir Tuweik) y en casas privadas, incluyendo 436 granadas de mano, 33 ametralladoras, 97 cartuchos de ametralladoras, 186 pistolas: "Basri, un abogado, estaba activo en la recolección de material de inteligencia... Shalom Salah era zapatero y experto en armas. Estaba ocupado preparando depósitos de armas... Como resultado [de que Salah diera detalles del alijo en la casa de Habaza], se descubrieron alijos en tres sinagogas - Mas'uda Shemtov, Hakham Haskal y Meir Tuweik - y en varias casas. Las armas encontradas, según fuentes policiales, incluían 436 granadas de mano, 33 ametralladoras, 97 cartuchos de ametralladoras, 186 pistolas, etc."} Shlomo Hillel, también una vez miembro de la clandestinidad sionista iraquí, señaló que las últimas palabras de los acusados ejecutados fueron "Larga vida al Estado de Israel". El Ministerio de Asuntos Exteriores británico señaló en una nota de archivo "Juicio a los judíos en Bagdad, 20 de diciembre de 1951" que no tenían "ninguna razón para suponer que los juicios se llevaron a cabo de otra manera que no fuera la normal".
Los oficiales de policía de Bagdad que prestaron declaración en el juicio parecen estar convencidos de que los crímenes fueron cometidos por agentes judíos, afirmando que "cualquiera que estudie el asunto de cerca verá que el autor no tenía intención de causar la pérdida de vidas entre los judíos" y que cada granada fue "lanzada en lugares no centrales y no había intención de matar o herir a una persona determinada".
La historiadora Esther Meir-Glitzenstein, en su libro "El sionismo en un país árabe": Judíos en Irak en los años 40 afirma que los cargos en el juicio iraquí eran "infundados por varias razones", porque muchos miles de judíos iraquíes ya se habían registrado para salir en el momento de los últimos bombardeos, y los cargos se relacionaban sólo con estos últimos bombardeos.

## Responsabilidad por los bombardeos
Se ha debatido si las bombas fueron de hecho plantadas por el Mossad o por la resistencia sionista iraquí para alentar a los judíos iraquíes a inmigrar al recién creado estado de Israel o si fueron obra de extremistas árabes antijudíos en Irak. El tema ha sido objeto de demandas e investigaciones en Israel.
La verdadera identidad y el objetivo de los culpables de los bombardeos ha sido objeto de controversia.  Una investigación israelí secreta en 1960 no encontró pruebas de que fueran ordenados por Israel ni ningún motivo que explicara el ataque, aunque sí descubrió que la mayoría de los testigos creían que los judíos habían sido responsables de los bombardeos. La cuestión sigue sin resolverse: Los activistas iraquíes todavía acusan regularmente a Israel de utilizar la violencia para organizar el éxodo, mientras que los funcionarios israelíes de la época lo niegan con vehemencia. El historiador Moshe Gat informa que "la creencia de que las bombas habían sido lanzadas por agentes sionistas era compartida por los judíos iraquíes que acababan de llegar a Israel". El sociólogo Phillip Mendes respalda las afirmaciones de Gat, y además atribuye a las alegaciones haber sido influenciadas y distorsionadas por sentimientos de discriminación.

### Reclamos por la participación sionista israelí o iraquí
El historiador Abbas Shiblak, el judío iraquí Naeim Giladi y el agente de la CIA Wilbur Crane Eveland han argumentado que los judíos estaban involucrados en los bombardeos.
En 1949, el emisario sionista Yudka Rabinowitz se quejó de que la complacencia de los judíos iraquíes estaba "obstaculizando nuestra existencia" y propuso al Mossad "lanzando varias granadas de mano por intimidación en cafés con una clientela mayoritariamente judía, así como panfletos amenazando a los judíos y exigiendo su expulsión de Berman", usando el nombre en clave de Irak. Gat 1997, pág. 64 citando la correspondencia en el Haganah Archives Archivado el 19 de mayo de 2019 en Wayback Machine.: "Uno de los emisarios sionistas Yudka Rabinowitz se quejó en abril de 1949 de que "la complacencia entre los judíos de Berman es increíble" ... Por lo tanto, propuso al Mossad 'lanzar varias granadas de mano para intimidar a los cafés con una clientela mayoritariamente judía, así como panfletos amenazando a los judíos y exigiendo su expulsión de Berman. Esto es simple y fácil de llevar a cabo debido al tamaño del lugar. En mi opinión no hay mejor manera de persuadir a los judíos de Berman para que se conviertan en judíos que tal acción. El Mossad le prohibió llevar a cabo negociaciones o llevar a cabo cualquier acto de terror, una orden que él informó que había "confirmado y aceptado".
Según Moshe Gat, así como Meir-Glitzenstein, Samuel Klausner, Rayyan Al-Shawaf y Yehouda Shenhav, hay "un amplio consenso entre los judíos iraquíes de que los emisarios lanzaron las bombas para acelerar la salida de los judíos de Irak".
La Embajada Británica en Bagdad evaluó que los bombardeos fueron llevados a cabo por activistas sionistas que trataban de resaltar el peligro para los judíos iraquíes, con el fin de influir en el Estado de Israel para acelerar el ritmo de la emigración judía. Otra posible explicación ofrecida por la embajada fue que las bombas estaban destinadas a cambiar la mentalidad de los judíos acomodados que deseaban permanecer en Irak.
En una operación de 1954 de la inteligencia militar israelí, conocida como el Asunto Lavon por el ministro de defensa Pinchas Lavon, un grupo de sionistas judíos egipcios intentó colocar bombas en una biblioteca del Servicio de Información de EE. UU., y en varios objetivos americanos en El Cairo y Alejandría. Según Teveth, esperaban que la Hermandad Musulmana, los comunistas, "descontentos no especificados" o "nacionalistas locales" fueran culpados por sus acciones y esto socavaría la confianza occidental en el régimen egipcio existente al generar inseguridad pública y acciones para provocar arrestos, manifestaciones y actos de venganza, mientras se oculta totalmente el factor israelí. La operación fracasó, los autores fueron detenidos por la policía egipcia y llevados ante la justicia, dos fueron condenados a muerte, varios a prisión de larga duración.
El gobierno israelí ha negado todo vínculo con los atentados de Bagdad y ha culpado a los nacionalistas iraquíes de los ataques contra los judíos iraquíes.  Sin embargo, según Shalom Cohen, cuando el asunto Lavon irrumpió en Israel, Lavon comentó, "Este método de operación no fue inventado para Egipto. Fue probado antes en Irak."
El escritor antisionista judío iraquí Naeim Giladi El autor Naeim Giladi sostiene que los bombardeos fueron "perpetrados por agentes sionistas para causar temor entre los judíos, y así promover su éxodo a Israel"." Esta teoría es compartida por Uri Avnery,Gat, 1997, p. 178, que escribió en Mi amigo, el enemigo que "Después de la revelación del asunto Lavon... el asunto de Bagdad se hizo más plausible".Avnery, Uri (1986),My Friend the Enemy, L. Hill, pág. 135–6,ISBN 9780882082127, 'Entonces sucedió algo misterioso. Las bombas empezaron a explotar en las sinagogas y en otros lugares en lugares frecuentados por judíos, se produjo el pánico y el número de los que buscaban irse aumentó de la noche a la mañana ... Después de la revelación del asunto Lavon ... el asunto de Bagdad se volvió más plausible. y por Marion Wolfsohn.
El historiador palestino Abbas Shiblak cree que los ataques fueron cometidos por activistas sionistas y que los ataques fueron la razón preeminente del subsiguiente éxodo de los judíos iraquíes a Israel. Shiblak también argumenta que los ataques fueron un intento de amargar las relaciones entre Irak y Estados Unidos, diciendo "El ataque de marzo de 1951 al Centro de Información de Estados Unidos fue probablemente un intento de retratar a los iraquíes como antiamericanos y ganar más apoyo para la causa sionista en Estados Unidos".
Según Gat, Avnery escribió "sin comprobar los hechos... Marion Woolfson ... continúa distorsionando las fechas de las explosiones y el número de registros, para probar su argumento... el artículo de Avnery y el libro de Marion Woolfson sirvieron de base para los argumentos del autor palestino Abbas Shiblak".
Giladi afirma que también es apoyado por Wilbur Crane Eveland, un ex oficial superior de la Agencia Central de Inteligencia (CIA), en su libro Ropes of Sand. Según Eveland, cuya información se basó presumiblemente en la investigación oficial iraquí, que fue compartida con la embajada de EE.UU., "En un intento de retratar a los iraquíes como antiamericanos y de aterrorizar a los judíos, los sionistas plantaron bombas en la biblioteca del Servicio de Información de EE.UU. y en las sinagogas. Pronto empezaron a aparecer panfletos instando a los judíos a huir a Israel... la mayoría del mundo creía que los informes de que el terrorismo árabe había motivado la huida de los judíos iraquíes que los sionistas habían 'rescatado' realmente sólo para aumentar la población judía de Israel."
Shimon Mendes escribió en Ha'aretz que: "Alguien tenía que actuar, y él tomó la acción apropiada en el momento adecuado. Porque sólo un acto como las explosiones los habría traído a Israel. Cualquiera que entendiera la política y los desarrollos en Israel era consciente de ello desde hace mucho tiempo."
Yehuda Tajar, que pasó diez años en la cárcel iraquí por su presunta participación en los atentados, fue entrevistado en el libro "Mentes ocupadas" de 2006 de Arthur Neslen. Según Tajar, la viuda de uno de los activistas judíos, Yosef Beit-Halahmi, dio a entender que había organizado ataques después de que sus colegas fueran arrestados por el atentado a la sinagoga de Masuda Shemtov, para probar que los que estaban siendo juzgados no eran los autores.

### Declaraciones de no participación israelí

#### Análisis de Moshe Gat
Según el historiador Moshe Gat, "no sólo los emisarios israelíes no colocaron las bombas en los lugares citados en la declaración iraquí, sino que además no había necesidad de tomar medidas tan drásticas para instar a los judíos a abandonar Irak por Israel'".
- Gat se relaciona con la supuesta motivación israelí para acelerar el registro de los judíos para salir de Irak: "Poco más de 105.000 judíos se habían registrado hasta el 8 de marzo, de los cuales casi 40.000 habían abandonado el país. Unos 15.000 más salieron ilegalmente antes y después de que se aprobara la ley.  Dado que el número de judíos que vivían en el Iraq antes de que comenzara la emigración se ha estimado en 125.000, esto significa que quedaron unos 5.000 judíos que habían preferido permanecer en el Iraq. ¿Por qué, entonces, alguien en Israel habría querido lanzar bombas?  ¿A quién habrían querido intimidar?""[68]
- Gat escribió que el frenético registro judío para la desnaturalización y la salida fue impulsado por el conocimiento de que la ley de desnaturalización iba a expirar en marzo de 1951. También señaló la influencia de otras presiones, incluyendo la ley de congelación de propiedades y los continuos disturbios antijudíos, lo que despertó el temor de los grandes pogroms.[69] Según Mendes, era muy poco probable que los israelíes hubieran tomado tales medidas para acelerar la evacuación de los judíos, dado que ya estaban luchando para hacer frente al nivel existente de la inmigración judía.[21]
- Gat también planteó una serie de preguntas sobre el juicio y la culpabilidad de los supuestos lanzadores de bombas judíos: 
  - Un oficial del ejército iraquí conocido por sus opiniones antijudías fue arrestado por los delitos, pero nunca fue acusado, después de que se encontraran en su casa artefactos explosivos similares a los usados en el ataque a la sinagoga judía. ¿Es el mismo oficial cristiano iraquí mencionado en otra parte?}
  - Los bombardeos de 1950-1951 siguieron una larga historia de incidentes antijudíos en Irak y la fiscalía no pudo presentar un solo testigo.
  - Salah dijo al tribunal que había confesado después de haber sido severamente torturado. No había ninguna otra evidencia que relacionara directamente al acusado con la bomba, sino sólo pruebas circunstanciales sobre el descubrimiento de artefactos explosivos y armas.
  - El incidente de la bomba del 8 de abril de 1950, en el que 4 judíos fueron heridos, fue omitido de la hoja de cargos contra los miembros de la clandestinidad, aunque apareció en la declaración del gobierno.[70] El fiscal "afirmó que los perpetradores habían planeado causar lesiones pero no la pérdida de vidas. La granada, sin embargo, había cobrado cinco vidas en la sinagoga (o cuatro, según los cargos) e hirió a más de 20 personas. Esto no impidió que el fiscal, en su discurso final, incluyera este incidente en la lista de cargos contra los clandestinos, aunque esto contradijo la evidencia de los dos testigos."[71] Sin embargo, no fueron acusados por el atentado a la sinagoga.

Gat sugiere que los perpetradores podrían haber sido miembros de los antijudíos Istiqlal Partido.} Yehuda Tajar, uno de los presuntos terroristas, dijo que los bombardeos fueron llevados a cabo por la Hermandad Musulmana.
Según Gat, "El Ministerio de Asuntos Exteriores británico, que difícilmente podría ser sospechoso de tendencias pro-sionistas, nunca declaró explícitamente que fueron los acusados quienes lanzaron las bombas"' y "Los informes de la Embajada de EE.UU. también arrojan considerables dudas sobre si los dos hombres condenados fueron de hecho culpables de lanzar las bombas. ".

#### Otras afirmaciones de que no hay participación israelí
Mordechai Ben Porat, fundador y presidente del Centro del Patrimonio Judío Babilónico, que coordinaba la emigración judía en ese momento, fue acusado de orquestar una campaña de bombardeos para acelerar el éxodo judío de Irak por el periodista israelí Baruch Nadel en 1977. Ben Porat demandó al periodista por difamación, terminando en un compromiso extrajudicial, donde Nadel se retractó de todas las acusaciones contra los emisarios israelíes, y se disculpó
En su libro de 1996 "To Baghdad and Back" (A Bagdad y de regreso), Ben-Porat publicó el informe completo de un comité de investigación de 1960 nombrado por David Ben-Gurion, que "no encontró ninguna prueba objetiva de que las bombas fueran arrojadas por ninguna organización o individuo judío" y estaba "convencido de que ninguna entidad en Israel daba la orden de perpetrar tales actos de sabotaje". "

## Efectos en la emigración de los judíos iraquíes

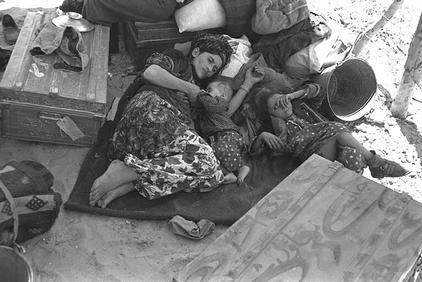
Judíos iraquíes desplazados llegan a Israel, 1951

En marzo de 1950 el gobierno de Irak aprobó la Ley de Desnaturalización que permitía a los judíos emigrar si renunciaban a su ciudadanía iraquí. El primer ministro iraquí Tawfiq al-Suwaidi esperaba que 7.000-10.000 judíos de la población judía iraquí de 125.000 se fueran. <Unos pocos miles de judíos se registraron para la oferta antes de que ocurriera el primer bombardeo. El primer bombardeo ocurrió el último día de la Pascua, el 8 de abril de 1950. El pánico en la comunidad judía siguió y muchos más judíos se registraron para salir de Irak. La ley expiró en marzo de 1951, pero fue extendida después de que el gobierno iraquí congeló los bienes de los judíos que se iban, incluyendo los que ya se habían ido. Entre el primer y el último bombardeo, casi toda la comunidad judía se registró para salir del país. La emigración de los judíos también se debió al deterioro de su estatus en Irak desde la guerra árabe-israelí de 1948, ya que se sospechaba que eran desleales a Irak. Fueron tratados con amenazas, sospechas y agresiones físicas y fueron retratados por los medios de comunicación como una quinta columna. En 1953, casi todos los judíos habían abandonado el país. <En sus memorias de la vida judía en Bagdad, Sasson Somekh escribe: "El ritmo de registro para la renuncia de la ciudadanía fue lento al principio, pero aumentó a medida que las tensiones aumentaron entre los judíos y sus vecinos y después de que se perpetraron actos de terror contra los negocios e instituciones judías - especialmente la Sinagoga Mas'uda Shem-Tov. ...Este era el lugar al que los ciudadanos emigrantes debían presentarse con su equipaje antes de partir hacia Israel."